# Hesperophanes heydeni
Hesperophanes heydeni är en skalbaggsart som beskrevs av Julius Baeckmann 1923. Hesperophanes heydeni ingår i släktet Hesperophanes och familjen långhorningar.
Artens utbredningsområde är Kazakstan. Inga underarter finns listade i Catalogue of Life.